# Aeroporto Internazionale di Reno-Tahoe
| Statistiche (2015)                                                                         | Statistiche (2015) |
| ------------------------------------------------------------------------------------------ | ------------------ |
| \| Movimenti \| 79,195 \| \| Passeggeri \| 3,432,657 \| \| Cargo (tonnellate) \| 62,721 \| |                    |
| Fonte FAA[1] e il sito aeroportuale[2]                                                     |                    |
| Movimenti                                                                                  | 79,195             |
| Passeggeri                                                                                 | 3,432,657          |
| Cargo (tonnellate)                                                                         | 62,721             |

L'Aeroporto Internazionale di Reno-Tahoe è un aeroporto situato a 6 km a sud est dal centro di Reno Nevada, negli Stati Uniti d'America.
È il secondo aeroporto più trafficato del Nevada, dopo l'Aeroporto Internazionale di Las Vegas.